# 公設事務所
公設事務所（こうせつじむしょ）とは、公的団体からの支援を受けて設置・運営される法律事務所である。
日本においては、弁護士過疎の解消のために、日本弁護士連合会や各地の弁護士会連合会・弁護士会からの支援を受けて設置・運営されている公設事務所が多数あり、公設事務所といった場合にはこれらの事務所を指すのが一般的である。日本弁護士連合会の「ひまわり基金」の援助を受けて司法過疎地に設置されるひまわり基金法律事務所が代表的なものであるが、都市部に設置されて過疎地派遣弁護士養成や刑事事件対応に重点を置く都市型公設事務所などもある。
弁護士法上、弁護士会・自治体等が直接に法律事務所を経営することは認められていないため、これらの公設事務所はいずれも形式的には一般の法律事務所あるいは弁護士法人の形態をとった上で、日本弁護士連合会・弁護士会連合会・弁護士会が、開設費用や運営費用を援助し、運営支援委員会等を作ってその運営を支援する形を取っている。
なお、日本司法支援センターの設置する法律事務所は一種の公設事務所であるが、日本弁護士連合会等の設置した法律事務所と区別するため、通常は公設事務所とは呼ばれていない。
海外の公設事務所としては、国選刑事事件を中心に取り扱うアメリカ合衆国のパブリック・ディフェンダーズ・オフィスなどがある。

## 関連事項
- ひまわり基金法律事務所